# Purús-Manu: latidos de la selva
Purús-Manu: Latidos de la selva es un documental peruano de 2014 dirigido por Héctor Gálvez. Representa un esfuerzo significativo en la preservación de la Amazonía peruana a través de la iniciativa del Consorcio de Conservación del Corredor Purús-Manu, el cual abarca una extensión de 10 millones de hectáreas. Este corredor es reconocido como uno de los lugares con mayor biodiversidad a nivel mundial.

## Sinopsis
Al recorrer el impresionante paisaje del río Purús, situado en el extremo norte del departamento de Ucayali, se pueden observar las 45 comunidades de 13 etnias distintas que conviven estrechamente y a diario con el río y la naturaleza. En este lugar, se tiene la oportunidad de conocer a Alfredo del Águila, un indígena sharanahua de 45 años y líder de la comunidad de Santa Margarita. Mediante sus narraciones, historias y vivencias con diversos individuos, incluyendo a los guardaparques de las comunidades shipibo y mashco piro que laboran en la estación de supervisión fronteriza localizada en el río Tahuamanu, se descubre cómo se encargan de proteger la reserva territorial donde los hermanos no contactados viven en libertad.

## Producción
La producción de 52 minutos dirigida por el cineasta Héctor Gálvez y Guarango Cine y Video, explora el corazón de la Amazonía peruana y resalta uno de los cinco espacios naturales protegidos por el Servicio Nacional de Áreas Naturales Protegidas (Sernanp) por el Estado en esta área del país, destacando su colaboración con los habitantes de la región. La película es considerada como una de las más ambiciosas obras de naturaleza en la actualidad. A través de su contenido, se reflexiona sobre la importancia de preservar estos espacios naturales, que actúan como refugio para las Poblaciones Indígenas en Aislamiento y Contacto Inicial (PIACI), según la información proporcionada por Sernanp a INFOREGIÓN.